# علی بن لیث
علی بن لیث، یکی از افراد خاندان صفاریان بود که برادر کوچک‌تر یعقوب لیث و عمرو لیث بود. آن‌ها فرزندان رویگری به نام لیث و اهل سیستان بودند.
عمرو تا هنگام مرگ برادر، مراقت از وی را بر عهده گرفت. یعقوب نیز او را به جانشینی خود برگزید و به یاران خویش توصیه نمود که از وی پیروی کنند؛ ولی با این وجود، علی برادر کوچکتر عمرو، به وی تمکین نکرد و چون عمرو به تازگی از سیستان مراجعت کرده بود و مدتها در میان لشکریان حضور نداشت، بیشتر افراد یعقوب پیرامون علی گرد آمدند. اما عمرو در اندک مدتی، توانست به یاری تدبیر و شایستگیهای شخصی‌اش، افراد سپاه را با خویش همدل کند و برادر خود را در قلعه بم زندانی کرد. در سال ۲۷۷ هجری قمری، توانست به کمک پسرانش، یعنی لیث و معدل، از زندان بگریزد. سپس گروهی جمع کرد و به سمت سیستان حمله‌ور شد، اما احمد بن شهفور و ازهر بن یحیی به جنگ با او آمدند، و چون علی بن لیث توانایی مقابله با ان‌ها را نداشت علی به‌همراه دو پسرش، لیث و معدل، به خراسان رفتند و نزد رافع بن هرثمه پناهنده شدند. در سال ۲۸۰ هجری بعد از مرگ علی بن لیث، پسرانش به در خدمت رافع درآمدند.